# Michael Opoku
Michael Opoku (født 20. juli 2005) er en dansk fodboldspiller, der spiller som venstrekant for den norske klub Sarpsborg 08.

## Karriere

### Klubkarriere
Opoku er født i Brøndby Strand og startede sin fodboldkarriere i Brøndby IF. I sommeren 2020 flyttede han efter flere år i Brøndby til Lyngby Boldklub.
I vinterpausen 2024 trænede den 18-årige Opoku fuldt ud med Lyngbys førstehold og deltog også i en træningslejr i Tyrkiet. Dette blev belønnet i januar 2024, da han underskrev sin første professionelle kontrakt indtil juni 2028, hvor han ville blive forfremmet til førsteholdstruppen fra sommeren 2024. Den 18. februar 2024 debuterede Opoku for Lyngby i den danske Superliga i en kamp mod FC Nordsjælland, hvor han erstattede Marcel Rømer i det 81. minut.
I juli 2024 var Opoku en del af det danske U-19-landshold, der deltog i UEFA-europamesterskabet for U19-landslag i 2024.
15. august kunne Lyngby Boldklub offentliggøre at de havde solgt Opoku til Norske Sarpsborg.

## Personligt liv
Opoku er født i Danmark og af ghanesisk afstamning.

## Eksterne links
- Michael Opoku profil på Soccerway

- Michael Opoku i DBU's Landsholdsdatabase